# Stokłosa płonna
Stokłosa płonna (Bromus sterilis L.) – gatunek rośliny z rodziny wiechlinowatych. Gatunek rodzimy w środkowej i południowej Europie, w zachodniej Azji i północno-zachodniej Afryce. Introdukowany także do północnej Europy, na oba kontynenty amerykańskie, do wschodniej Azji, Australii i Nowej Zelandii. W Polsce jest gatunkiem pospolitym na zachód od linii Wisły, na wschodzie rośnie rzadko.  

## Morfologia

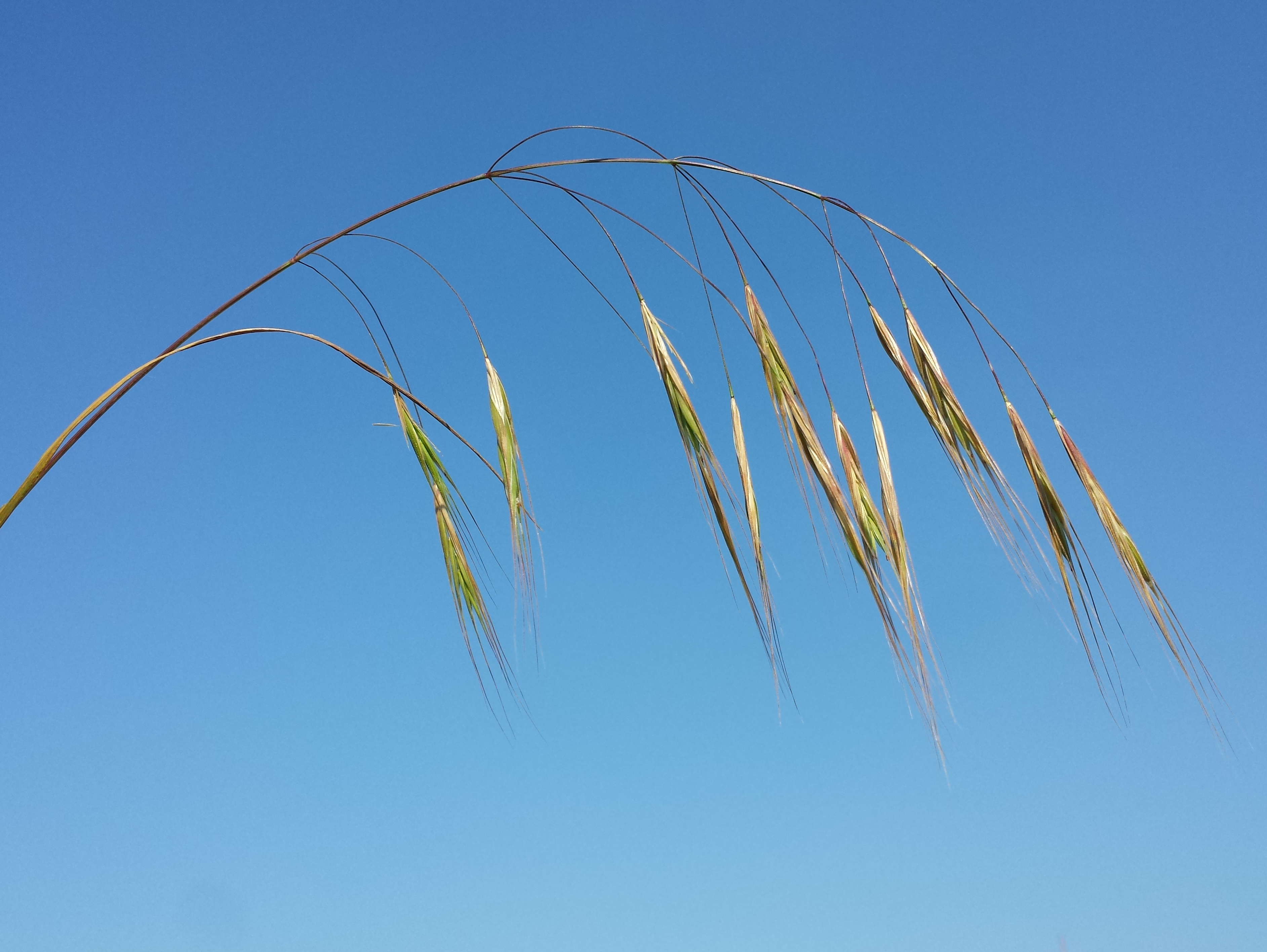
Kwiatostan

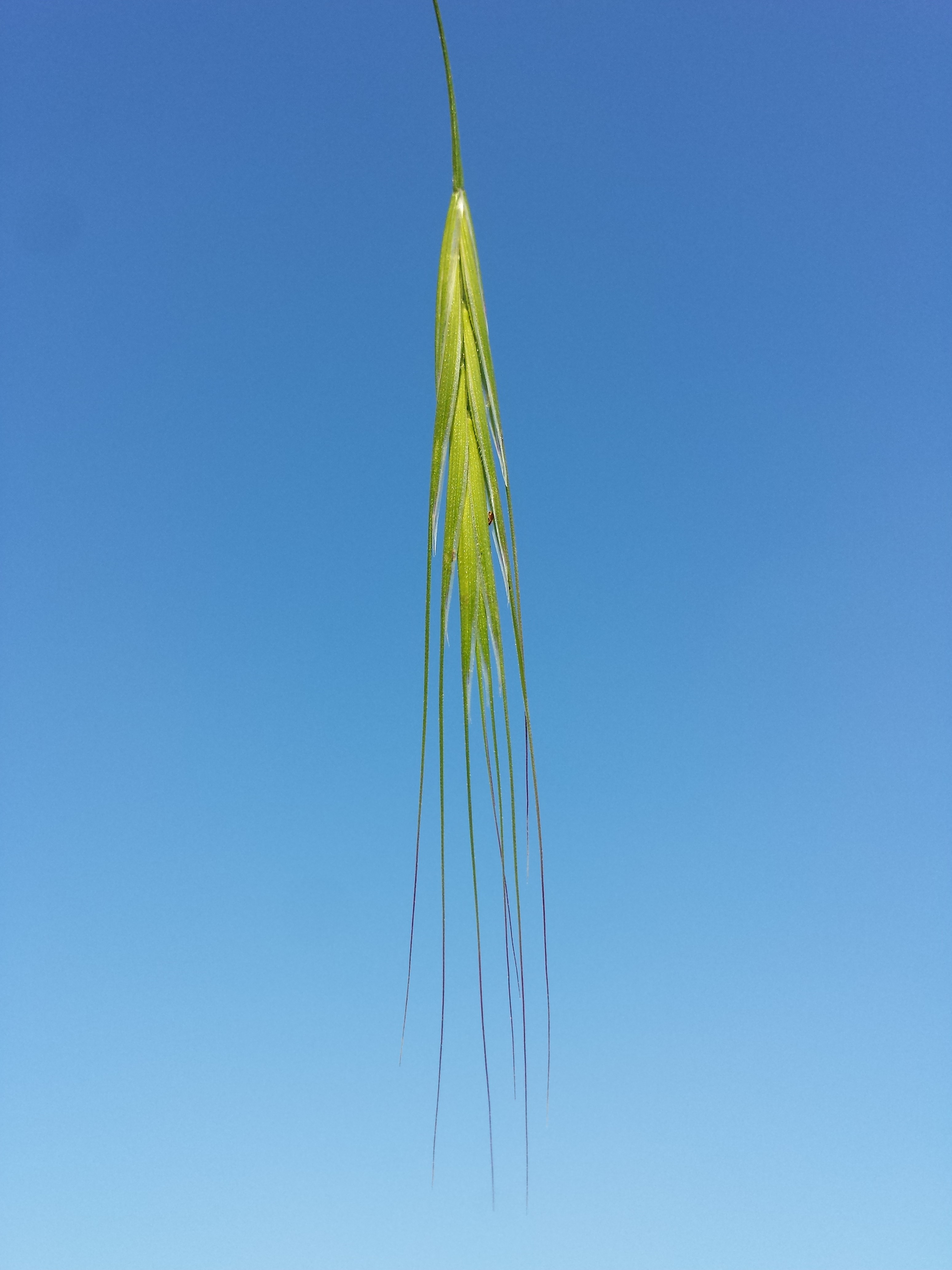
Kłosek

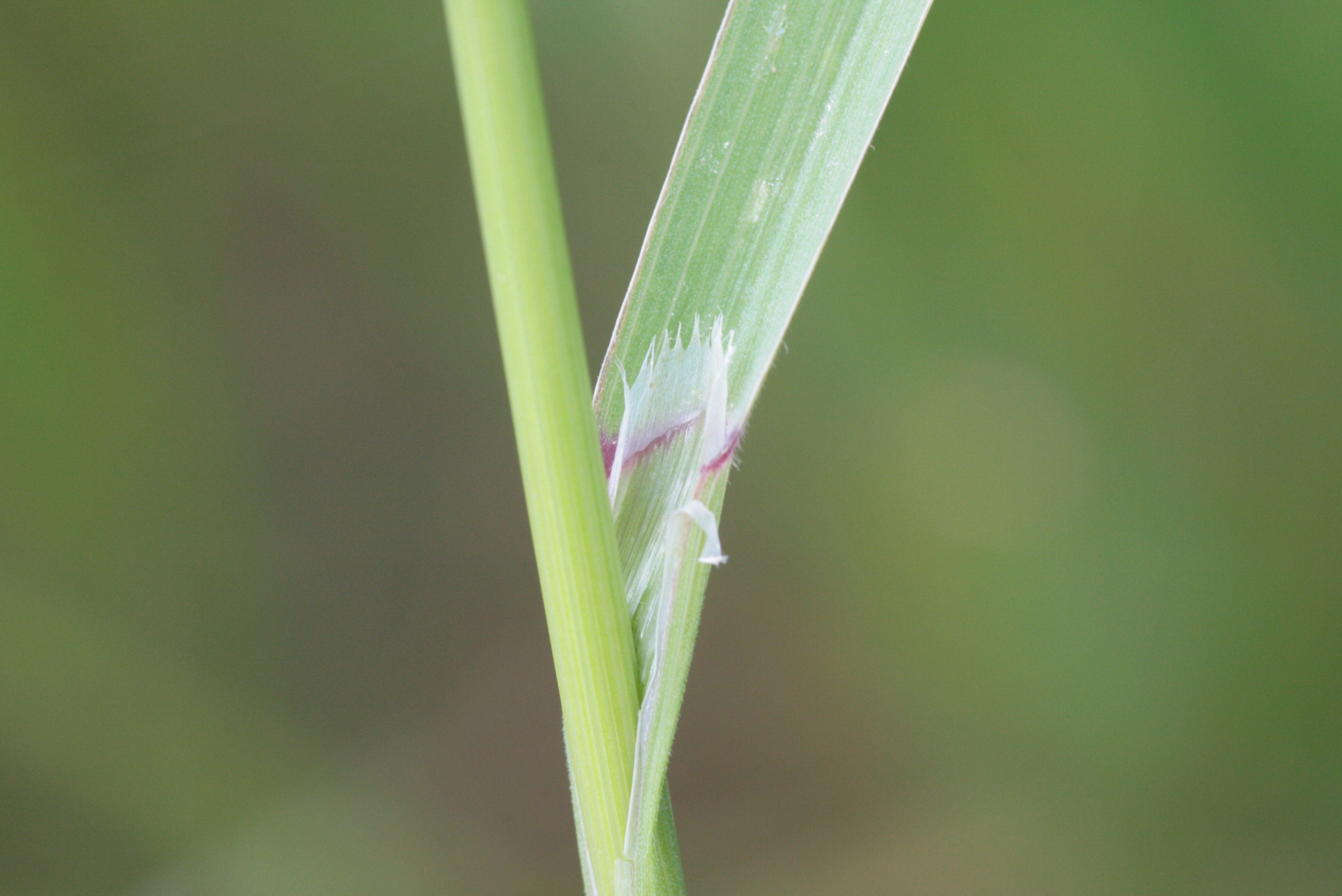
Języczek liściowy

ŁodygaNagie pod wiechą źdźbło o wysokości 30–80 cm.
LiścieBlaszki liściowe o długości do 25 cm, o szerokości od 2 do 7 mm, delikatnie zaostrzone, luźno owłosione. Języczki liściowe od 2 do 4 mm długości. Pochwy liściowe są rurkowato zamknięte, miękko owłosione.
KwiatyZebrane w 4-10-kwiatowe, płaskie kłoski długości 15–35 mm, w porze kwitnienia i owocowania rozszerzone ku szczytowi, te z kolei zebrane w dużą, rozpierzchłą, zwieszającą się na wszystkie strony wiechę. Gałązki wiechy szorstkie ku dołowi, z 1-2 kłoskami każda. Plewa dolna jednonerwowa, górna - trójnerwowa. Plewka dolna naga, dwuzębna, długości około 15 mm, z ością między zębami do 30 mm długości.

## Biologia i ekologia
Roślina jednoroczna lub dwuletnia. Występuje przeważnie na zrębach, ugorach, suchych obrzeżach dróg i śmietniskach. Na glebach przepuszczalnych, piaszczystych, także żyznych. Kwitnie od maja do czerwca. Gatunek charakterystyczny zespołu Hordeetum murini (Hordeo-Brometum). Liczba chromosomów 2n = 14.